# Polystichum braunii
Polystic à aiguillons
Espèce
Le Polystique de Braun, Polystichum braunii , est une espèce de fougères de la famille des Dryopteridaceae. Elle est originaire d'Amérique du Nord.

## Description

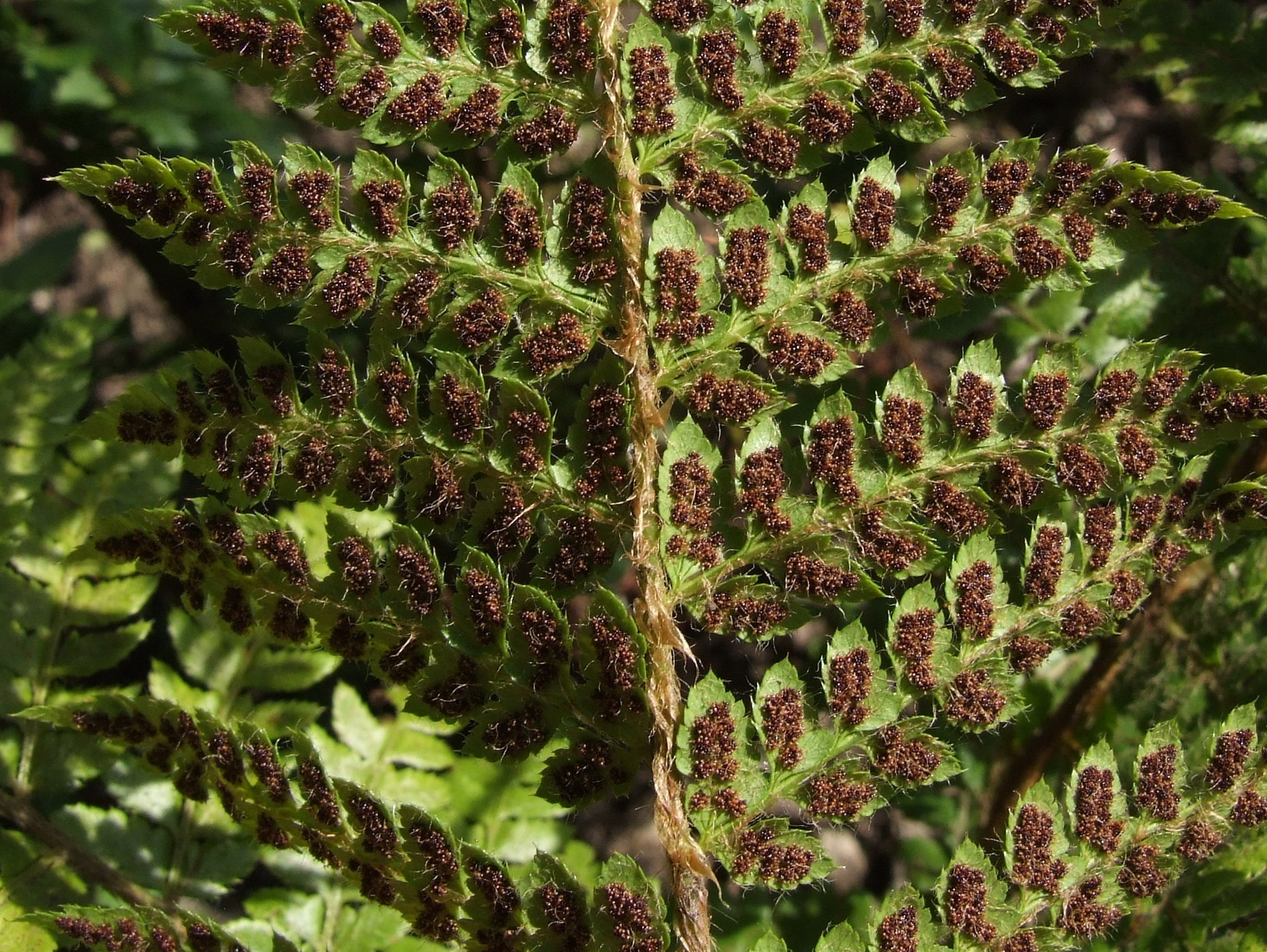
Vue des sores sous une fronde de Polystichum braunii.

## Liste des sous-espèces et variétés
Selon NCBI (27 mai 2013) :
- sous-espèce Polystichum braunii subsp. braunii
- sous-espèce Polystichum braunii subsp. kamtschaticum

Selon Tropicos (27 mai 2013) (Attention liste brute contenant possiblement des synonymes) :
- sous-espèce Polystichum braunii subsp. alaskense (Maxon) Calder & Roy L. Taylor
- sous-espèce Polystichum braunii subsp. andersonii (Hopkins) Calder & Roy L. Taylor
- sous-espèce Polystichum braunii subsp. kamtschaticum (C. Chr. & Hultén) Á. Löve & D. Löve
- sous-espèce Polystichum braunii subsp. purshii (Fernald) Calder & Roy L. Taylor
- variété Polystichum braunii var. alaskense (Maxon) Hultén
- variété Polystichum braunii var. andersonii (Hopkins) Hultén
- variété Polystichum braunii var. braunii
- variété Polystichum braunii var. kamtschaticum C. Chr. & Hultén
- variété Polystichum braunii var. purshii Fernald